# Predynastic Egypt
Predynastic Egypt ist ein historisches Strategie-Videospiel des russischen Studius Clarus Victoria. Der Spieler lenkt die Geschicke eines Stamms im Alten Ägypten in prädynastischer Zeit. Dabei wird das politische, wirtschaftliche und kulturelle Umfeld dieser Epoche vermittelt.

## Spielprinzip
Die grundlegende Spielmechanik ist Worker Placement, also die Verteilung von Arbeitskraft (abstrahiert durch Arbeiter) auf verschiedenen Geländestücke, wo sie unterschiedliche Ressourcen generieren oder Verbesserungen errichten. Der Spieler steuert den Bau von Gebäuden, die Erforschung neuer Technologien und den Handel mit benachbarten Siedlungen. Ziel ist die eigene Zivilisation durch Bevölkerungswachstum, geographische Ausbreitung sowie kulturelle, religiöse und technische Entwicklung voranzubringen. Auch kriegerische Auseinandersetzungen sind Teil des Spiels.
Predynastic Egypt ist eine Mischung aus Geschichte, Strategie und Simulation. Ein Schwerpunkt liegt dabei auf historischer Genauigkeit. Das Spiel beginnt in einer Zeit, bevor die Pharaonen über Ägypten herrschten. Spieler können authentische Aspekte dieser Epoche erleben, wie die Anbau- und Bewässerungstechniken, den Handel mit anderen Regionen, die Errichtung von Monumenten und den Aufstieg politischer Führer. Der Titel entstand in Zusammenarbeit mit der Russischen Akademie der Wissenschaften.
Das Spiel bietet keine klassischen Einstellungen zum Schwierigkeitsgrad. Stattdessen können Spieler festlegen ob ihr Volk in einer fruchtbaren oder kargen Region siedelt, ob sie kriegerisch, künstlerisch oder handwerklich begabt sind, welche Götter sie verehren und welche Gaben sie dadurch empfangen und so weiter. Die verschiedenen Kombinationen stellen unterschiedliche Herausforderungen an die verschiedenen Phasen des Spiels, wodurch sich implizit der Schwierigkeitsgrad ergibt.

## Rezeption
Das Spiel wurde von der Presse überwiegend positiv aufgenommen. Die Grafik im Stil ägyptischer Wandmalereien sei charmant, die historische Komponente fesselnd und lehrreich und die Spielmechaniken gut umgesetzt. Allerdings sei das Spiel auch unerwartet schwierig und komplex und die einzige Kampagne mit unter 3 Stunden recht kurz. Da die historischen Ereignisse wie Kriege, Naturkatastrophen und auch die Geographie sich nicht änderten, sei der Wiederspielwert zudem sehr gering. Für die Dauer des Spielerlebnisses überwiegen die guten Aspekte jedoch.
Rock Paper Shotgun verglich das Spiel wohlwollend mit den frühen Zügen der Titel der Civilization-Reihe. Die Medienanstalt für Baden-Württemberg befand, dass es Schülern einen guten „Einblick in die damalige Religion und Kultur der Ägypter“ gewähre.

## Vorgänger und Nachfolger
Die Browserspiele Pre-Civilization Stone Age, Pre-Civilization Bronze Age (beide 2013) und Pre-Civilization Marble Age (2015) können als Vorgänger von Predynastic Egypt verstanden werden, da sie sehr ähnlichen Prinzipien folgen. Alle drei können mittlerweile (teilweise als Remaster) auch lokal installiert und gespielt werden.
2018 erschien mit Egypt: Old Kingdom ein Nachfolger.